# Совет Министров Тувинской Народной Республики
Совет министров ТНР — Распорядительный и исполнительный орган власти ТНР.
На Всетувинском учредительном хурале 16 августа 1921 г. образовано правительство Тувинской Народной Респулики — Всеобщий центральный Совет.
Преобразован в Совет Министров Тувинской Народной Республики в феврале 1922 г., утвержден решением I Великого Хурала Тувинской Народной Республики от 20 сентября 1923 г. Упразднён в соответствии с Указом Президиума Верховного Совета СССР от 11 октября 1944 г.